# Обычный мультик (1-й сезон)
Первый сезон американского анимационного телесериала Обычный мультик, созданный Джеймсом Куинтелом, первоначально транслировался на Cartoon Network в США.
Куинтел создал пилотную серию, используя персонажей из своих короткометражных комедий для отменённого сериала-антологии The Cartoonstitute. Он разработал «Обычный мультик» на основе собственного опыта учёбы в колледже. В то же время несколько его главных героев были заимствованы из его анимационных короткометражек: «2 в AM PM» и «Наивный человек из Лоллиленда». Сезон длился с 6 сентября по 22 ноября 2010 года.
Первый сезон Обычного мультика был раскадрован и написан Куинтелом, Шоном Селеш, Сионой Такэути, Майком Рот, Джейком Армстронг, Бентоном Коннор, Кэт Моррис, Полом Скарлата и Кентом Осборн, а производством занималась студия Cartoon Network Studios.

## Разработка

### Концепция
Два 23-летних друга, голубая сойка по имени Мордекай и енот по имени Ригби, работают садовниками в парке и проводят свои дни, пытаясь бездельничать и развлекаться любыми способами. Это очень расстраивает их босса Бенсона и их коллегу Скипса, но приводит в восторг Попса. Другие их коллеги: Маслмен (толстый зелёный человек) и призрак Дай Пять (призрак с рукой, протянутой от макушки головы), выступают в качестве их соперников.

### Производство
Многие из персонажей слегка основаны на тех, которые были разработаны для студенческих фильмов Куинтела в Калифорнийском институте искусств: «Наивный человек из Лоллиленда» и «2 в AM PM». Куинтел предложил Обычный мультик для проекта Cartoon Network «Cartoonstitute», в котором телеканал позволял художникам создавать пилотные проекты без примечаний, которые можно было бы использовать в качестве сериала. После получения зелёного света Куинтел нанял нескольких художников комиксов для создания персонала сериала, поскольку их стиль соответствовал тому, что он хотел видеть в сериале. Раскадровка и сценарий сезона были написаны: Куинтелом, Шоном Селеш, Сионой Такэути, Майком Рот, Джейком Армстронг, Бентоном Коннор, Кэт Моррис, Полом Скарлата и Кентом Осборн при производстве Cartoon Network Studios.
Рот — креативный директор, а Джанет Даймон — продюсер.
В первом сезоне Обычного мультика широко использовались двойные намёки и нецензурная лексика. Куинтел заявил, что, хотя телеканал хотел отказаться от более ориентированных на детей передач, с этим переходом возникли некоторые ограничения.
Весь сезон транслировался в одном и том же временном интервале по понедельникам в 8:15 вечера на Cartoon Network.

## Актёрский состав

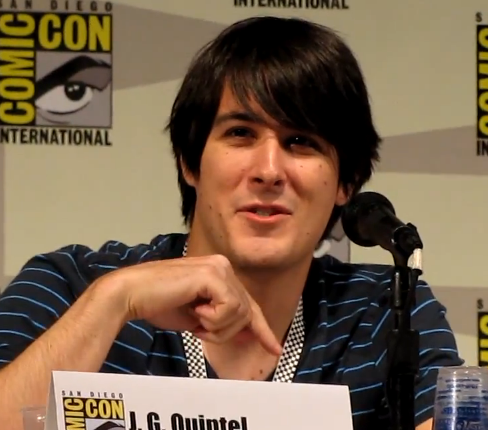
Джеймс Куинтел, создатель сериала и голос Мордекая, в основу сериала легли его студенческие фильмы, снятые в CalArts

Среди актёров озвучивания — Куинтел (Мордекай) и Уильям Салиерс (Ригби). Куинтел утверждает, что команда сценаристов старается «придумывать диалоги, которые звучат разговорно и не слишком мультяшно, чтобы персонажи были более правдоподобными». Кроме того, Сэм Марин озвучивает Попса, Бенсона и Маслмена, Марк Хэмилл озвучивает Скипса, йети, и Джефф Беннетт озвучивает призрака Дай Пять только в этом сезоне; начиная со второго по восьмой сезон, Куинтел берёт на себя эту роль.
Персонаж Мордекая олицетворяет Куинтела в студенческие годы, в частности, в CalArts: «Это то время, когда ты тусуешься с друзьями и попадаешь в глупые ситуации, но при этом относишься к этому достаточно серьёзно». Характер Ригби возник случайно, когда Куинтел нарисовал на бумаге для заметок енота крутящего обруч. Ему понравился дизайн, и он разработал персонажа Ригби, чтобы тот был придурком, гораздо более безответственным, чем его напарник.

## Восприятие
Сезон в целом получил положительные отзывы от большинства критиков, набрав средний балл средневзвешенного значения, основанного на впечатлении от критических отзывов — 76 процентов. Критикам понравились рискованные и взрослые намёки и юмор, стиль анимации и озвучка.

## Эпизоды
| № общий | № в сезоне | Название                                                     | Режиссёр анимации              | Автор сценария и раскадровщик              | Дата премьеры    | Произв. код | Зрители США (млн) |
| --- | ---------- | ------------------------------------------------------------ | ------------------------------ | ------------------------------------------ | ---------------- | ----------- | ----------------- |
| 1 | 1          | «Сила» «The Power»                                           | Роберт Альварез и Брайан Шисли | Джеймс Куинтел                             | 6 сентября 2010  | 697-003     | 2.10              |
| Пока Мордекай и Ригби борются с куклой, они случайно проделывают дыру в стене. Используя волшебную клавиатуру, которая может делать всё, что они захотят, двое решают убедить своего босса Бенсона повысить им зарплату, чтобы они могли нанять кого-нибудь для заделки дыры. После того, как это сработало, Ригби случайно использует клавиатуру, чтобы отправить своего коллегу Скипа на Луну. Мордекай, Ригби, Бенсон и владелец парка Попс садятся в гольф-кар и с помощью клавиатуры отправляются на Луну, чтобы спасти Скипса. Там они находят Скипса, за которым гонится огромный монстр, похожий на смесь Мордекая, Ригби и куклы, с которой они боролись. Ригби отвлекает монстра и позволяет Скипсу вырваться из его хватки, используя клавиатуру, чтобы вернуть группу домой. |            |                                                              |                                |                                            |                  |             |                   |
| 2 | 2          | «Просто расставьте стулья» «Just Set Up the Chairs»          | Роберт Альварез и Брайан Шисли | Шон Селеш и Сион Такэути                   | 13 сентября 2010 | 697-004     | 1.90              |
| В разгар празднования детского дня рождения смотрители парка получают от Бенсона указание помочь в подготовке. Чтобы доказать Бенсону, что они не бездельники, Мордекай и Ригби соглашаются расставить стулья, но, пытаясь найти ещё стулья, отвлекаются, когда находят набор аркадных игр. Когда Ригби обнаруживает аркадную игру под названием «Разрушитель миров», он случайно выпускает 8-битного антагониста игры, который начинает разрушать и сеять хаос в парке. С помощью Скипса они создают гигантского робота с аркадной графикой, предназначенного для борьбы с Разрушителем миров. Чтобы спасти Мордекая, Ригби использует своё чрезмерное нажатие кнопок, чтобы уничтожить Разрушителя миров и спасти парк. |            |                                                              |                                |                                            |                  |             |                   |
| 3 | 3          | «Кофеиновые билеты на концерт» «Caffeinated Concert Tickets» | Роберт Альварез и Брайан Шисли | Джеймс Куинтел и Майк Рот                  | 20 сентября 2010 | 697-001     | 1.72              |
| Мордекай и Ригби узнают, что группа под названием Fist Pump вживую будет выступать на концертной площадке под названием Сламмерс. Будучи любимой группой Ригби, Ригби пытается уговорить Мордекая присоединиться к нему на концерте. Мордекай с неохотой соглашается пойти, когда узнаёт, что на празднике будет присутствовать его возлюбленная Маргарет. Вдвоём им удаётся убедить Бенсона дать им сверхурочные, чтобы оплатить билеты, но после того, как они узнают, что доступны только V.I.P. билеты, они обращаются за помощью к гигантскому кофейному зерну и его переводчику, чтобы не заснуть, выполняя дополнительные обязанности. После успешного получения билетов гигантское кофейное зерно предаёт дуэт и крадёт их, пускаясь в изнурительную погоню за Сламмерсом. Получив билеты, Мордекай узнаёт, что у Маргарет есть парень, поскольку он и Ригби засыпают и пропускают концерт. Песня: «Working for the Weekend» — Loverboy Голоса гостей: S. Scott Bullock в роли гигантского кофейного зерна |            |                                                              |                                |                                            |                  |             |                   |
| 4 | 4          | «Кулачный бой» «Death Punchies»                              | Роберт Альварез и Брайан Шисли | Джеймс Куинтел, Майк Рот и Джейк Армстронг | 27 сентября 2010 | 697-007     | 1.98              |
| Ригби крадёт инструкции из «Смертельного Квон-До» о том, как выполнить мощный удар, чтобы победить Мордекая в игре, где его всегда бьют. Но всё идёт наперекосяк, когда Мордекай узнаёт его секрет и использует блок-движение, чтобы противостоять мощному удару. Песня: «You're the Best» — Joe Esposito |            |                                                              |                                |                                            |                  |             |                   |
| 5 | 5          | «Бесплатный торт» «Free Cake»                                | Роберт Альварез и Брайан Шисли | Кэт Моррис и Пол Скарлата                  | 4 октября 2010   | 697-011     | 2.10              |
| Мордекай и Ригби планируют устроить неожиданную вечеринку в честь дня рождения Скипса, чтобы съесть бесплатный торт, но понимают, что их несчастный случай разрушает ритуал Скипса, чтобы остаться бессмертным. Голоса гостей: Robin Atkin Downes в роли Гари и David Kaye в роли Хранителей вечной молодости |            |                                                              |                                |                                            |                  |             |                   |
| 6 | 6          | «Месть сосисок» «Meat Your Maker»                            | Роберт Альварез и Брайан Шисли | Шон Селеш и Сион Такэути                   | 11 октября 2010  | 697-012     | 1.87              |
| Мордекай и Ригби оказываются в ловушке в мясной кладовке во время поиска хот-догов после того, как Ригби поджигает их, используя слишком много масла. Они встречают говорящих хот-догов, которые соглашаются им помочь, но на самом деле их цель - съесть их. Голоса гостей: Тим Карри в роли лидера говорящих хот-догов. |            |                                                              |                                |                                            |                  |             |                   |
| 7 | 7          | «Жареный сыр делюкс» «Grilled Cheese Deluxe»                 | Роберт Альварез и Брайан Шисли | Шон Селеш и Сион Такэути                   | 18 октября 2010  | 697-008     | 2.16              |
| Мордекай и Ригби по ошибке съели бутерброд с жареным сыром Бенсона и отправляются за другим. Они соревнуются, кто лучше лжёт, из-за чего у них быстро возникают большие проблемы с двумя астронавтами, на которых они пытаются произвести впечатление. Песня: «Lies» — The Thompson Twins Голос гостя: Scott MacDonald в роли майора Уильямса |            |                                                              |                                |                                            |                  |             |                   |
| 8 | 8          | «Единорогам вход воспрещён» «The Unicorns Have Got to Go»    | Роберт Альварез и Брайан Шисли | Кэт Моррис и Пол Скарлата                  | 25 октября 2010  | 697-005     | 2.42              |
| Мордекай покупает новый одеколон, чтобы привлечь Маргарет, но вместо этого привлекает банду правонарушителей-единорогов и вынужден искать способ избавиться от них. Но всё не так просто, как кажется, когда Ригби переходит на их сторону, чтобы потусоваться. |            |                                                              |                                |                                            |                  |             |                   |
| 9 | 9          | «Мастера розыгрыша» «Prank Callers»                          | Роберт Альварез и Брайан Шисли | Джеймс Куинтел, Майк Рот и Кент Осборн     | 1 ноября 2010    | 697-009     | 2.10              |
| Мордекай и Ригби отправляются в 1982 год после попытки разыграть «Мастера розыгрыша», и им нужна помощь, чтобы вернуться в своё обычное время. Голоса гостей: Тим Карри в роли закадрового голоса Мастера розыгрыша |            |                                                              |                                |                                            |                  |             |                   |
| 10 | 10         | «Дон» «Don»                                                  | Роберт Альварез и Брайан Шисли | Бентон Коннор, Кэт Моррис и Джеймс Куинтел | 8 ноября 2010    | 697-006     | 2.09              |
| Более высокого роста, но младшего по возрасту брата Ригби, Дона, вызывают в парк, чтобы спасти его от финансового краха, к большому раздражению Ригби. Его отказ принять «сахар» Дона (крепкие сердечные объятия) заставляет парк медленно исчезать. Это вынуждает Ригби примирить свои разногласия с братом. Голоса гостей: Julian Dean в роли Дона |            |                                                              |                                |                                            |                  |             |                   |
| 11 | 11         | «Тело Ригби» «Rigby's Body»                                  | Роберт Альварез и Брайан Шисли | Джеймс Куинтел и Майк Рот                  | 15 ноября 2010   | 697-002     | 1.93              |
| Когда тело Ригби выходит из его сознания после того, как он переедает вредной пищи, Мордекай и Скипс пытаются вернуть его в нормальное состояние, пока изменения не стали необратимыми. Тем не менее, бодибилдер тоже хочет тело Ригби. Голоса гостей: Джефф Беннетт в роли бодибилдера |            |                                                              |                                |                                            |                  |             |                   |
| 12 | 12         | «Мордекай и Ригби» «Mordecai and the Rigbys»                 | Роберт Альварез и Брайан Шисли | Шон Селеш и Сион Такэути                   | 22 ноября 2010   | 697-010     | 2.03              |
| После того, как Мордекай и Ригби случайно выдают себя за настоящую группу, появляются их будущие личности, чтобы помочь им. Но узнав, что это обман, они закрывают группу, в результате чего будущие личности исчезают. Песня: «Party Tonight» — Шон Селеш в исполнении Мордекая Голоса гостей: Paul F. Tompkins в исполнении голоса Попса «How To Be A Musician – with Sir Geoffrey» учебные записи |            |                                                              |                                |                                            |                  |             |                   |

## Домашнее медиа
Warner Home Video выпустила несколько DVD, состоящих из форматов региона 1 и региона 2. Slack Pack, Party Pack, Fright Pack, Mordecai & Margaret Pack и Rigby Pack были созданы для рынков региона 1 и содержали эпизоды из первого сезона.

### Полный выпуск сезона
Полный первый и второй сезоны были выпущены на Blu-ray и DVD 16 июля 2013.
| Обычный мультик: полный первый и второй сезоны | | | | | | | |
| Детали комплекта | Детали комплекта | Детали комплекта | Детали комплекта | Особые возможности | Особые возможности | Особые возможности | Особые возможности |
| - 40 эпизодов - Комплект из 2-х дисков (Blu-ray) Комплект из 3-х дисков (DVD) - 1.78:1 соотношение сторон - Английский (Dolby Stereo) - Субтитры: Английский | - 40 эпизодов - Комплект из 2-х дисков (Blu-ray) Комплект из 3-х дисков (DVD) - 1.78:1 соотношение сторон - Английский (Dolby Stereo) - Субтитры: Английский | - 40 эпизодов - Комплект из 2-х дисков (Blu-ray) Комплект из 3-х дисков (DVD) - 1.78:1 соотношение сторон - Английский (Dolby Stereo) - Субтитры: Английский | - 40 эпизодов - Комплект из 2-х дисков (Blu-ray) Комплект из 3-х дисков (DVD) - 1.78:1 соотношение сторон - Английский (Dolby Stereo) - Субтитры: Английский | - Комментарии к эпизодам - Удалённые сцены - «Наивный человек из Лоллиленда» студенческая короткометражка - Компьютерная графика для смешанного монстра - Интервью горячая тема - Чтение характера Попса — Сэм Марин - Оригинальные рисунки главных героев - Оригинальная бумага для заметок используется для подачи Обычного мультика - Неэфирный пилот «Обычного мультика» - Сэм Марин поёт Blitzkrieg Bop - Джеймс представляет «Сила» - Анимация для не вышедшего в эфир пилота - Анимация для «Сила» - Карандашные тестовые рисунки - Тизер-трейлер Comic-Con 2010 - Музыкальный клип Party Tonight - Оригинальные рекламные ролики Обычного мультика | - Комментарии к эпизодам - Удалённые сцены - «Наивный человек из Лоллиленда» студенческая короткометражка - Компьютерная графика для смешанного монстра - Интервью горячая тема - Чтение характера Попса — Сэм Марин - Оригинальные рисунки главных героев - Оригинальная бумага для заметок используется для подачи Обычного мультика - Неэфирный пилот «Обычного мультика» - Сэм Марин поёт Blitzkrieg Bop - Джеймс представляет «Сила» - Анимация для не вышедшего в эфир пилота - Анимация для «Сила» - Карандашные тестовые рисунки - Тизер-трейлер Comic-Con 2010 - Музыкальный клип Party Tonight - Оригинальные рекламные ролики Обычного мультика | - Комментарии к эпизодам - Удалённые сцены - «Наивный человек из Лоллиленда» студенческая короткометражка - Компьютерная графика для смешанного монстра - Интервью горячая тема - Чтение характера Попса — Сэм Марин - Оригинальные рисунки главных героев - Оригинальная бумага для заметок используется для подачи Обычного мультика - Неэфирный пилот «Обычного мультика» - Сэм Марин поёт Blitzkrieg Bop - Джеймс представляет «Сила» - Анимация для не вышедшего в эфир пилота - Анимация для «Сила» - Карандашные тестовые рисунки - Тизер-трейлер Comic-Con 2010 - Музыкальный клип Party Tonight - Оригинальные рекламные ролики Обычного мультика | - Комментарии к эпизодам - Удалённые сцены - «Наивный человек из Лоллиленда» студенческая короткометражка - Компьютерная графика для смешанного монстра - Интервью горячая тема - Чтение характера Попса — Сэм Марин - Оригинальные рисунки главных героев - Оригинальная бумага для заметок используется для подачи Обычного мультика - Неэфирный пилот «Обычного мультика» - Сэм Марин поёт Blitzkrieg Bop - Джеймс представляет «Сила» - Анимация для не вышедшего в эфир пилота - Анимация для «Сила» - Карандашные тестовые рисунки - Тизер-трейлер Comic-Con 2010 - Музыкальный клип Party Tonight - Оригинальные рекламные ролики Обычного мультика |
| Даты выпуска | | | | | | | |
| Регион 1 | Регион 1 | Регион 2 | Регион 2 | Регион 4 | Регион 4 | Регион A | Регион A |
| 16 июля 2013 | 16 июля 2013 | 6 октября 2014 | 6 октября 2014 | 2 октября 2013 | 2 октября 2013 | 16 июля 2013 | 16 июля 2013 |